# Amt Barth
La comunità amministrativa di Barth (Amt Barth) si trova nel circondario della Pomerania Anteriore-Rügen nel Meclemburgo-Pomerania Anteriore, in Germania.

## Suddivisione
Comprende i seguenti comuni (abitanti il 31 dicembre 2022):
1. Barth, Città * (8 777)
2. Divitz-Spoldershagen (468)
3. Fuhlendorf (820)
4. Karnin (216)
5. Kenz-Küstrow (536)
6. Löbnitz (598)
7. Lüdershagen (572)
8. Pruchten (733)
9. Saal (1 411)
10. Trinwillershagen (1 159)

Il capoluogo è Barth.